# Scaptodrosophila strigifrons
Scaptodrosophila strigifrons är en tvåvingeart som först beskrevs av de Meijere 1914.  Scaptodrosophila strigifrons ingår i släktet Scaptodrosophila och familjen daggflugor.